# もしもキミが。
『もしもキミが。』は、凛による日本のケータイ小説。2006年にゴマブックスより書籍化された。続編の『今でもキミを。』も同社より書籍化されている。

## あらすじ
中学3年生の秋山優基と冬本麻樹は幼なじみで同じ中学に通っている。二人は付き合っているわけでもない微妙な距離にいた。
受験が迫ったある時、学校である女子・田中が妊娠し、中絶の為の金を巻き上げているという話題で持ちきりになる。自分は関係ないと思っていた優基だが、級友から「麻樹が田中にカンパをしている」と聞かされる。次の日の朝、優基が教室に駆けつけると傷だらけになった麻樹がいた。問い詰める優基に麻樹は「自分は子供が産めない体だから、彼女には赤ちゃんを産んでほしかった」と語り、次いで小学生時代の輸血が原因でエイズに感染している事を明かした。
その後様々な事件がありながらも優基は麻樹と晴れて付き合い始め、同じ高校に進学。麻樹は進学クラスに進み、普通のクラスに入った優基と会わなくなる。
その間にも、麻樹のエイズは着々と進行していた。

## 舞台
2009年より「リーディングドラマ『もしもキミが。』」として朗読劇が上演されている。

### 日程・キャスト
| 2009年版 / 初演（2009年4月17日 - 4月25日）               | 2009年版 / 初演（2009年4月17日 - 4月25日）                          | 2009年版 / 初演（2009年4月17日 - 4月25日） |
| 優基役                                                   | 麻樹役                                                              | 劇場                                       |
| -------------------------------------------------------- | ------------------------------------------------------------------- | ------------------------------------------ |
| 向井理 石垣佑磨 中尾明慶                                 | 芦名星 木南晴夏 佐津川愛美                                          | TOKYO FMホール                             |
| 2010年版（2010年2月5日 - 10日）                          |                                                                     |                                            |
| KEIJI(EXILE) NAOTO(EXILE)                                | 木南晴夏 佐津川愛美                                                 | 原宿クエストホール                         |
| 2011年春版（2011年4月22日 - 5月4日）                     |                                                                     |                                            |
| KENCHI(EXILE) KEIJI(EXILE) TETSUYA(EXILE)                | 木南晴夏 佐津川愛美 石橋杏奈                                        | 俳優座劇場                                 |
| 2011年秋版（2011年9月1日 - 9月9日）                      |                                                                     |                                            |
| 白濱亜嵐 鈴木伸之(劇団EXILE)                             | 峯岸みなみ(AKB48) 多田愛佳(AKB48) 仲川遥香(AKB48) 菊地あやか(AKB48) | PARCO劇場                                  |
| 2011年冬版 / Last Christmas（2011年12月21日 - 12月25日） |                                                                     |                                            |
| 大貫勇輔 白濱亜嵐                                        | 真野恵里菜 足立梨花                                                 | 紀伊國屋ホール                             |

### スタッフ
- 演出・映像：堤幸彦
- 脚本：葛木英
- 音楽：松室麻衣
- バイオリン演奏：高橋洋子（2010年）、唐沢洋子（2011年春）、武内いづみ（2011年冬）
- 企画・制作：ネルケプランニング（2009年）
- 制作協力：オフィスクレッシェンド（2010年）、LDH（2010年、2011年秋）、PRAGMAX & Entertainment （2011年春）、プロダクション尾木（2011年秋）
- 企画協力：オフィスクレッシェンド（2011年春・秋）、ホリプロ（2011年春）
- 主催：ネルケプランニング（全公演）、ホリプロ（2010年）、LDH（2011年春）

### 主題歌
- 2011年春・秋版：EXILE「手紙」（rhythm zone / アルバム『願いの塔』収録）